# Didymuria virginea
Didymuria virginea is een insect uit de orde Phasmatodea en de  familie Phasmatidae. De wetenschappelijke naam van deze soort is voor het eerst geldig gepubliceerd in 1875 door Stål.
1. ↑  (en) Didymuria virginea op de IUCN Red List of Threatened Species.